# Karoline Gräfin Hunyady

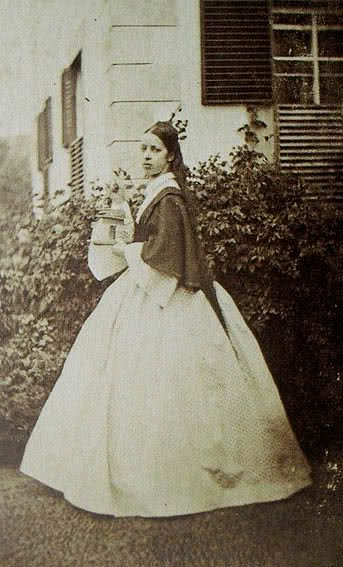
Karoline Hunyady von Kéthely (Insel Madeira 1860)

Karoline Gräfin Hunyady von Kéthely (* 26. Dezember 1836 in Wien, Kaisertum Österreich; † 28. Februar 1907 Wien, Österreich-Ungarn) gehörte dem ungarischen Hochadel an und war Hofdame bei Kaiserin Elisabeth von Österreich-Ungarn.

## Leben
Karoline Gräfin Hunyady, genannt Lily, war das vierte von fünf Kindern des Ehepaares Joseph Johann Hunyady (* 13. Jänner 1801 in Wien, † 9. März 1869 ebd.) und Henriette Prinzessin von Liechtenstein (* 1. April 1806 in Wien, † 15. Juni 1886 ebd.) die er am 1. Oktober 1825 heiratete.
Über die Jugend von Karoline gibt es so gut wie keine Angaben. Lily wurde Hofdame, kurz nachdem Kaiserin Elisabeth an den österreichischen Kaiserhof kam. Sie war die erste ungarische Hofdame der Kaiserin. Vermutlich wurde sie Elisabeth von Karolines Vater empfohlen, der in dieser Zeit Obersthofmeister der Kaiserin war.
Jedenfalls entwickelte sich zwischen den beiden nahezu gleichaltrigen Frauen ein sehr intimes Freundschaftsverhältnis. In den frühen sechziger Jahren des 19. Jahrhunderts, als für Elisabeth aus gesundheitlichen Gründen (Verdacht auf TBC) ein Aufenthalt in Madeira geboten erschien, verfestigte sich diese Freundschaft noch intensiver. Die Kaiserin zeigte die Zuneigung zur ebenfalls schönen Gräfin Lily Hunyady unverhohlen, indem sie Lilys Gesellschaft jeder anderen vorzog, die anderen Hofdamen vernachlässigte, was immer wieder zu Eifersüchteleien in dem kleinen, von der Umwelt abgeschlossenen Hofstaat auf Madeira führte.
Bereits vor ihrer Heirat erhielt die Kaiserin in Possenhofen von dem ungarischen Historiker Graf Johann Mailáth von Székhely (* 1786, † 1855) Unterricht in österreichischer, aber auch ungarischer Geschichte. Mailáths Einfluss war es zu verdanken, dass Elisabeth eine große Zuneigung zu Ungarn und der ‚ungarischen Nation‘ entwickelte. Deshalb entschloss sie sich, auf Madeira auch die ungarische Sprache zu erlernen. In ihrem Geleit befand sich – als „Ehrenkavalier“ – auch Lilys Bruder, Graf Imre Hunyady. Er war es, der Elisabeth die ersten Sprachlektionen in Ungarisch erteilte. Es dauerte freilich nicht lange, bis der als außerordentlich fesch geltende Hunyady sich in die junge Kaiserin verliebte und prompt nach Wien abberufen wurde berichtet Brigitte Hamann.  Lily und ihr Bruder Imre legten so wohl den Grundstein für die große Liebe der Kaiserin zu Ungarn.
Lily lernte in jener Zeit, als sie Hofdame bei Elisabeth war, den Diplomaten Otto Wilhelm Graf von Walterskirchen (* 19. Juni 1833 in Wolfsthal, † 16. November 1912 in Wien) kennen und verliebte sich in ihn. Dem damaligen Hof-Protokoll entsprechend durfte sie als Verheiratete ihren Dienst als Hofdame der Kaiserin nicht fortsetzen. Deshalb wurde sie nach ihrer Hochzeit mit Otto, die am 10. Oktober 1871 in Bad Ischl stattfand, entlassen. Für Elisabeth war das Ausscheiden von Lily ein herber und schmerzhafter Verlust.
Über das weitere Leben Karoline von Hunyadys ist uns nur wenig bekannt. Lily lebte zusammen mit ihrem Mann in begrenzten finanziellen Verhältnissen, da als Einkommen lediglich das Gehalt ihres Mannes als Diplomat zur Verfügung stand.

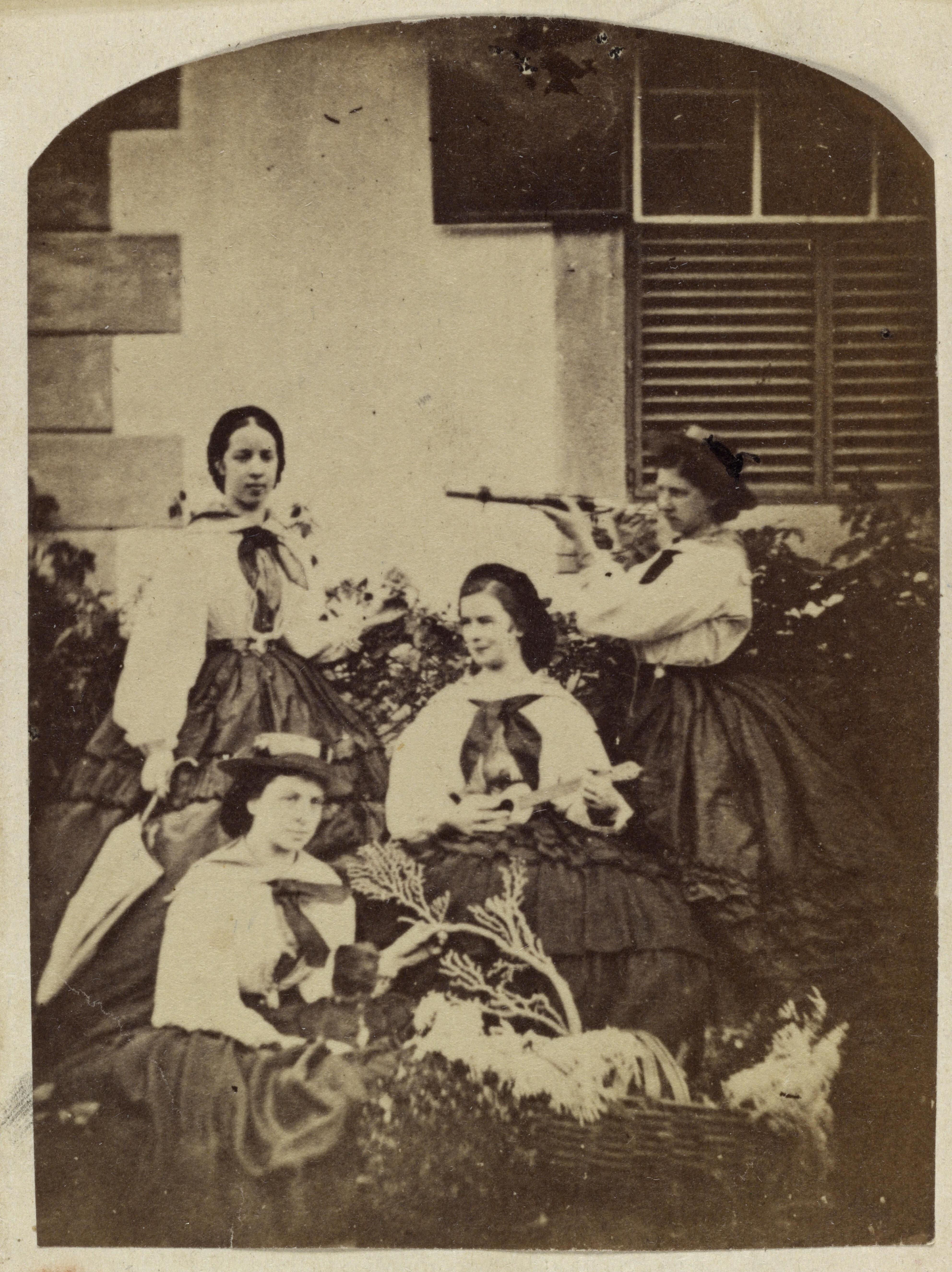
Kaiserin Elisabeth mit Hofdamen (in der Mitte Elisabeth, links hinten Lily Gräfin Hunyady)

Und über den Kontakt zwischen Lily und der Kaiserin können auch ihre zahlreichen Biographen nur Vermutungen anstellen. So behauptet Gudula Walterskirchen, dass Elisabeth ihre ehemalige Hofdame niemals mehr sah und auch keinen schriftlichen Kontakt zu ihr hatte. Brigitte Hamann hingegen behauptet, dass sich die beiden Frauen auch noch nach Lilys Vermählung immer wieder trafen. Lily gehörte nach ihrer Heirat dem österreichischen Adel an, obzwar sie von Geburt her Ungarin war. Kaiserin Elisabeth soll auch immer wieder Briefe an Lily gesandt haben, da jedoch weder Tagebuchaufzeichnungen von Lily erhalten sind, noch die Briefe, kann diese Aussage nicht weiterverfolgt werden.
Über das weitere Leben von Lily als Gräfin Walterskirchen ist nur wenig bekannt. Aus der Ehe mit Otto gingen zwei Kinder hervor:
- Ida Henriette (* 13. Mai 1877 in Wien, † ?)
- Josef Wilhelm (* 10. Mai 1879 in Preßburg, † 19. Februar 1968 in Bad Ischl)

Lily starb am 28. Februar 1907 in Wien. Die Preßburger Zeitung schrieb Folgendes darüber:
Baronin Walterskirchen † Gestern Früh ist in Wien die Sternkreuz-Ordens- und Palastdame weiland der Kaiserin-Königin, Karoline Freiin v. Walterskirchen zu Wolfsthal, geb. Gräfin Hunyadi v. Kethely im 71. Lebensjahre gestorben. Sie war die Gemahlin des Gesandten außer Dienst Otto Wilhelm Freiherrn von Walterskirchen. Der Ehe entsprossen zwei Kinder, eine Tochter Ida, Ehrenstiftsdame des Savoy'schen Damenstifts und ein Sohn Josef, Attaché bei der Botschaft in Madrid. Die Leiche wird zur Beisetzung nach Wolfsthal gebracht.